# Полум'я (фільм)
«Полум'я» (англ. Flames) — американський драматичний німий фільм 1926 року режисера Льюїса Х. Мумау з Борисом Карлоффом у головній ролі.
Один ролик фільму зберігся в Бібліотеці Конгресу США.

## У ролях
- Юджин О'Брайен — Герберт Лендіс
- Вірджинія Валлі — Енн Треверс
- Жан П'єр Герсгольт — Оле Бергсон
- Брайант Уошберн — Гіларі Фентон
- Сіссі Фіцджеральд — місіс. Еджертон
- Джордж Ніколс-Джеймс Треверс
- Борис Карлофф — Блекі Бланшет